# Konurbacija
Konurbacija je pojam koji opisuje više gradova sraslih u jednu veliku gradsku cjelinu. Najveće konurbacije na svijetu su Bowash 
(Boston- Washington) u Sjedinjenim Američkim Državama u koju su srasli višemilijunski gradovi Boston, New York, Philadelphia, Baltimore i Washington DC te konurbacija Ruhr na zapadu Njemačke. To su ujedno najgušće naseljeni dijelovi pripadajućih država.
Gradovi koriste konurbaciju za bolje povezivanje i mogućnost razmijene gospodarskih djelatnosti.